# Mountains of the Moon
Mountains of the Moon é um filme de 1990, que narra a verídica história da expedição dos oficiais britânicos Richard Francis Burton e John Hanning Speke em busca da fonte do Rio Nilo.

## Elenco
- Patrick Bergin ... Richard Francis Burton
- Iain Glen... John Hanning Speke
- Richard E. Grant... Larry Oliphant
- Fiona Shaw... Isabel Arundell
- John Savident... Lord Murchison
- James Villiers... Lord Oliphant
- Adrian Rawlins... Edward
- Peter Vaughan... Lord Houghton
- Delroy Lindo... Mabruki
- Bernard Hill... Dr. David Livingstone
- Matthew Marsh... William
- Richard Caldicot... Lord Russell
- Christopher Fulford... Herne
- Garry Cooper... Stroyan
- Roshan Seth... Ben Amir